# Loti lesothiano
Il loti (plur. maloti) è la valuta ufficiale del Regno del Lesotho. È suddiviso in 100 lisente (sing. sente). È agganciato al rand sudafricano alla pari, ed entrambi hanno corso legale all'interno del Lesotho. Il loti è la valuta del paese fin dal 1966, sebbene non sia mai entrato in circolazione fino al 1980, anno in cui il Lesotho coniò le sue prime monete denominate in loti e lisente per sostituire il rand sudafricano come mezzo di pagamento.

## Monete
Nel 1980 furono introdotte monete (datate 1979) da 1 sente, 2, 5, 10, 25 e 50 lisente e 1 loti. Nel 1996 furono introdotte le monete da 2 e 5 maloti, seguite da quella da 20 lisente nel 1998.
Monete in circolazione:
- 1 sente
- 2 lisente
- 5 lisente
- 10 lisente
- 20 lisente
- 50 lisente
- 1 loti
- 2 maloti
- 5 maloti

## Banconote
Nel 1980 furono introdotte banconote (datate 1979) in tagli da 2, 5 e 10 maloti. Nel 1981 furono aggiunte le banconote da 20 e 50 maloti, seguite da quelle da 100 e 200 maloti nel 1994.
Banconote in circolazione:
- 10 maloti
- 20 maloti
- 50 maloti
- 100 maloti
- 200 maloti